# 美濃部洋次
美濃部 洋次（みのべ ようじ、1900年11月1日 - 1953年2月28日）は、日本の商工官僚。

## 略歴
父・美濃部俊吉、母・きつの次男として、東京に生まれる。父・俊吉は農商務省・大蔵省に奉職し、後に北海道拓殖銀行頭取・朝鮮銀行総裁などを務めた官僚出身の実業家で、憲法学者美濃部達吉の兄にあたる。従って、美濃部亮吉は従弟である。また、浜矩子は姪孫にあたる。
東京府立第一中学校、第一高等学校を経て、1926年（大正15年）に東京帝国大学法学部英法科を卒業、同年4月に当時の商工省に入省する。その間、1925年（大正14年）に高等試験司法科、同年12月に行政科に合格している。

## 革新官僚としての顔
特許局を振り出しに、商工省貿易局に勤務する。1933年（昭和8年）、岸信介の誘いで満州国に渡る。満州国において、壮大な経済体制建設を経験、帰国後の1941年（昭和16年）、企画院に出向、第1部第1課長兼第5部第3課長として陸軍派遣・秋永月三との「経済新体制」組の中核として、資本と経営の分離（所有と経営の分離）を推し進める。1943年（昭和18年）、商工省（軍需省）機械局長として軍需会社法の施行に至る。以来「革新官僚」の代表格とされる所以であり、迫水久常、毛里英於菟と共に「企画院三羽烏」と呼ばれた。
国家総動員法以来、美濃部をはじめ「革新官僚」らが目指してきたこととは、軍需景気・戦争特需によって膨張した会社の膨大な固定資本の存在から、需要が絶え遊休設備を持て余した企業の破産・破綻が相次ぎ恐慌に陥ることから、国家・政府が民間に設備投資や融資を命じる権限を統制下に置くと同時に、国家に企業の経営責任を義務づけることで国家に民間の損失の補償義務を負わせることにあった。
終戦後の1945年（昭和20年）9月、内閣調査局調査官に就くが、その後に公職追放の対象となる。解除後の昭和27年（1952年）、日本評論社再建のための日本評論新社の社長に就任するも、翌年死去した。墓所は谷中霊園(乙13-3)